# Прёдель
Прёдель (нем. Prödel) — посёлок в Германии, в земле Саксония-Анхальт.
Входит в состав района Анхальт-Цербст. Подчиняется управлению Эльбе-Эле-Нуте. Население — 292 чел. Занимает площадь 5,31 км².